# أندي غراي (لاعب كرة قدم)
أندي غراي (بالإنجليزية: Andy Gray)‏ (25 أكتوبر 1973 بساوثهامبتون في المملكة المتحدة - ) هو لاعب كرة قدم بريطاني في مركز الهجوم. لعب مع نادي إنفيلد ونادي ريدنغ ونادي ليتون أورينت ونادي سلاو تاون وHenley Town F.C. ‏ وووركينغهام وإمربروك ‏.

## وصلات خارجية
- أندي غراي على موقع قاعدة بيانات كرة القدم.إي يو (الإنجليزية)